# 防衛費1%枠
防衛費1%枠（ぼうえいひ1パーセントわく、英: Defense cost 1% frame）とは、日本の防衛費をGNPもしくはGDPの1%以下に抑制する政策。

## 概説
GNPに対する防衛費は、警察予備隊を保安隊に改組した1952年度予算の2.78%から、徐々に減少を続けていた。1961年度以降は1.2%で推移しており、1967年度以降は1.0%を切っている。
防衛大綱のもとで防衛政策を推進する毎年度の予算枠として、1976年11月に三木政権によって閣議決定されたのが1%以内の枠である。算定は、首席参事官の石沢芳次郎が行った。
三木政権以降の歴代政権も予算編成にあたってこの枠を踏襲して防衛に努めたが、いわゆる「新冷戦」（21世紀以降の新冷戦とは異なる）と呼ばれる米ソ関係の緊張と日本や欧州諸国の経済成長に伴い、1980年代からアメリカによる同盟国への要求として、1986年12月に中曽根政権が撤廃を决め、翌年の1987年度予算編成から総額明示方式へと転換した。
しかし政策の撤廃後も、防衛費がGNP比1%を超えたのは1987年度から3年度連続で1%を超えた例しかなく、その数値も1.004%、1.013%、1.006%と僅かな超過にとどまっている。この時は一斉に他の西側諸国も軍事費を引き上げ、それに呼応するようにソ連も軍事費を引き上げた。
なお、参考として、NATOは加盟国に対してGDPの2%以上を国防費とするよう要求しており、2021年時点ではGDP比2%の数値目標を達成した国々が全30加盟国中11ヶ国に増加している。
中国の急速な軍拡やロシアによるウクライナ侵略、北朝鮮による核・ミサイル開発などの安全保障上の脅威増大に対応するため、第26回参議院議員通常選挙に向けた自民党の公約において、NATO諸国の国防費の対GDP比目標(2%以上)も念頭に、真に必要な防衛費を積み上げ、2023年度から5年以内に防衛力を抜本的に強化することが初めて明記された。
その後の2021年度補正予算案では防衛費に7738億円を充て、当初予算と合わせると6.1兆円(GDP比では1.09%)となり、わずかではあるが1%以上を達成した。
2022年度に閣議決定された防衛力整備計画により2023年度の防衛費は当初予算でGDP比1.2%を超える6.8兆円を計上した。